# Chlorophorus inhumeralis
Chlorophorus inhumeralis är en skalbaggsart som beskrevs av Maurice Pic 1918. Chlorophorus inhumeralis ingår i släktet Chlorophorus och familjen långhorningar.
Artens utbredningsområde är Laos. Inga underarter finns listade i Catalogue of Life.